# Thomas Birch (peintre)
Pour les articles homonymes, voir Birch et Thomas Birch (homonymie).
Thomas Birch, né en 1779 à Londres et mort le 3 janvier 1851 à Philadelphie, est un peintre de marine américain. 
Son tableau figurant un combat naval entre le USS United States et le HMS Macedonian était accroché à la Maison-Blanche, dans le bureau ovale,sous la présidence de John Fitzgerald Kennedy.

## Biographie
Il est le fils de William Russell Birch (1755-1834), miniaturiste et graveur. Il arrive aux États-Unis en 1794 avec ce dernier et collaborent tous deux sur des portraits de John Adams et Thomas Jefferson. Un ouvrage de 28 vues de Philadelphie paru en 1800 obtient un bon écho.
Travaillant seul plus tard, il réalise des paysages enneigés des environs de New York et Philadelphie. Mais c'est comme peintre de marine qu'il se fait un nom. Ses sujets sont les ponts, les ports, les quais, les phares... Ses œuvres sont souvent reproduites. Ses représentations de combats navals de la guerre anglo-américaine de 1812 lui valent sa renommée. 
Son tableau l'USS United States contre le HMS Macedonian qui était accroché dans le bureau ovale sous Kennedy s'est vendu 481 000 $ lors d'une vente aux enchères en 2008. Il exposera régulièrement à la Pennsylvania Academy of the Fine Arts et fut membre honoraire de l'Académie américaine de design en 1830.
Il meurt pauvre, faute de soutien et de parrainage, en 1851 à Philadelphie.

## Présences dans les musées
- Philadelphia Museum of Art.
- Smithsonian American Art Museum.
- Musée des beaux-arts de Boston.
- Peabody Essex Museum.
- Mariners'Museum of Newport.
- Shelburne Museum (Vermont).

## Quelques tableaux
- USS Wasp boarding the HMS Frolic (1815).
- Mouth of the Delaware (1828).
- An American shore scene (1831).
- Packet ship in a stormy sea (1846).

## Représentation
Le peintre John Neagle (en) (1796-1865) a fait de lui un portrait intitulé The Studious Artist, huile sur toile datée de 1836 et propriété de la Philadelphia Academy of the Arts.